# Ratata (seriefigur)

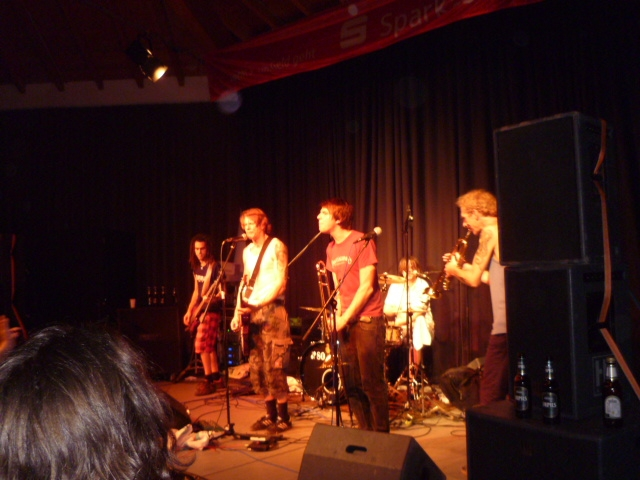
Den tyska rockgruppen Rantanplan har tagit sitt namn från seriehunden.

Ratata (franska: Ran-Tan-Plan, Ran Tan Plan eller Rantanplan; jämför Rin Tin Tin) är den korkade fängelsehunden i Morris tecknade serie om Lucky Luke. Ratata debuterade 1960 i avsnittet "Ratata på spåret" (Sur la piste des Dalton) och har sedan dess förekommit i ett flertal album.
1987 lanserades Ratata som en egen serie, vilken dels producerats i albumlånga äventyr, och dels med skämtsamma halvsidesavsnitt ("Bêtisier"-albumen). Sedan Morris död 2001 är det enbart Bêtisier-serien som produceras.
De serieskapare som har varit verksamma på Ratata-serien inkluderar Morris, Xavier Fauche, Jean Léturgie, Michel Janvier, Frédéric Garcia, Vittorio Léonardo, Bob de Groot samt Éric Adam.

## Seriefiguren
Ratatas väderkorn är närmast obefintligt då han enligt egen utsago har en kronisk nästäppa. Även orienteringsförmågan är obefintlig, och han har dessutom svårt att känna igen personer och djur; bland annat ser inte skillnad på en kanin och en bisonoxe och han ser inte heller skillnad på Lucky Luke och Jesse James. Ratata är mycket förtjust i mat - han äter allt, och uppskattar bland annat tvål. Vilken ras han tillhör har aldrig blivit klargjort. Trots att Ratata är korkad tror han att han är smart.

## Albumutgivning
I Sverige har serien publicerats i egna album (som en del av Lucky Lukes albumserie).
| Originaltitel         | Utgivningsår | Författare      | Tecknare              | Svensk utgivning                                            |
| --------------------- | ------------ | --------------- | --------------------- | ----------------------------------------------------------- |
| "La Mascotte"         | 1987         | Fauche/Léturgie | Morris/Janvier/Garcia | "Kavalleriets maskot" (Lucky Lukes äventyr 56, 1988)        |
| "Le Parrain"          | 1988         | Fauche/Léturgie | Morris/Janvier        | "Gudfadern" (Lucky Lukes äventyr 59, 1989)                  |
| "Rantanplan otage"    | 1992         | Fauche/Léturgie | Morris/Janvier        | "Ratata tas som gisslan" (Lucky Lukes äventyr 61, 1992)     |
| "Le Clown"            | 1993         | Fauche/Léturgie | Morris/Janvier        | "Cirkusstjärnan" (Lucky Lukes äventyr 63, 1993)             |
| "Le Fugitif"          | 1994         | Fauche/Léturgie | Morris/Janvier        | "Ratata på rymmen" (Lucky Lukes äventyr 65, 1994)           |
| "Le Messager"         | 1995         | Fauche/Léturgie | Morris/Janvier        | "Budbäraren" (Lucky Lukes äventyr 68, 1995)                 |
| "Les Cerveaux"        | 1996         | de Groot        | Morris/Léonardo       | "Genidraget" (Lucky Lukes äventyr 70, 1996)                 |
| "Le Chameau"          | 1997         | Fauche/Adam     | Morris/Janvier        | "Ratata och kamelen" (Lucky Lukes äventyr 72, 1997)         |
| "Le Grand Voyage"     | 1998         | de Groot        | Morris/Léonardo       | "Ratata på turné" (Lucky Lukes äventyr 74, 1998)            |
| "La Belle et le Bête" | 2000         | de Groot        | Morris/Léonardo       | "Flickan som inte skrattade" (Lucky Lukes äventyr 78, 2001) |

Utöver huvudalbumen har även en serie med halvsides skämtserier publicerats. I sin helhet har dessa dock inte nått Sverige, men utdrag har publicerats i tidiga nummer av tidningen Larson!.
| Originaltitel                        | Utgivningsår | Författare      | Tecknare                |
| ------------------------------------ | ------------ | --------------- | ----------------------- |
| "Bêtisier 1"                         | 1993         | Fauche/Léturgie | Morris/Janvier/Léonardo |
| "Bêtisier 2"                         | 1993         | Fauche/Léturgie | Morris/Janvier/Léonardo |
| "Bêtisier 3"                         | 1995         | Léonardo        | Morris/Léonardo         |
| "Bêtisier 4"                         | 1998         | de Groot        | Morris/Léonardo         |
| "Bêtisier 5"                         | 1998         | Léonardo        | Morris/Léonardo         |
| "Bêtisier 6 - Le Noël de Rantanplan" | 2001         | Léonardo        | Morris/Léonardo         |
| "Bêtisier 7 - Sur le pied de guerre" | 2008         | Fauche/Léturgie | Janvier                 |
| "Bêtisier 8 - Chien d'arrêt"         | 2009         | Fauche/Léturgie | Janvier                 |
| "Bêtisier 9 - Morts de rire"         | 2010         | Fauche/Léturgie | Janvier                 |
| "Bêtisier 10 - Carré d'os"           | 2011         | Fauche/Léturgie | Janvier                 |